# De-aș fi... Harap Alb
De-aș fi... Harap Alb este un film românesc din 1965, regizat de Ion Popescu-Gopo după propriul scenariu. Filmul este o adaptare cinematografică în manieră liber-parodică a basmului „Povestea lui Harap-Alb” (august 1877) de Ion Creangă. Rolurile principale sunt interpretate de Florin Piersic, Cristea Avram, Lica Gheorghiu, Irina Petrescu și Eugenia Popovici.

## Rezumat
A fost odată ca niciodată într-o țară un crai, care avea trei feciori. Doi dintre ei (interpretați de Septimiu Sever și Constantin Codrescu) erau vrednici, în timp ce fiul cel mic (interpretat de Florin Piersic) era cam nătărău. Într-una din zile, fiul cel mic a auzit-o pe crăiasă (Eugenia Popovici) spunând un basm despre Harap-Alb și se închipuie a fi chiar el personajul principal. 
Craiul Alb Împărat (George Demetru) avea un frate mai mare, Verde Împărat (Fory Etterle), care era împărat într-o altă țară mai îndepărtată și care avea numai fete. Cei doi frați nu se mai văzuseră de multă vreme, iar feciorii lui Alb Împărat și fetele lui Verde Împărat nu apucaseră să se cunoască. Într-una din zile, la curtea craiului sosește o solie de la fratele său, Verde Împărat, care era bolnav și bătrân. Acesta din urmă îl ruga pe Alb Împărat să-l trimită pe cel mai destoinic dintre băieți pentru a-i lăsa împărăția. Cel mai mare dintre flăcăi pornește primul spre împărăție, dar tatăl său, vrând să-l încerce, se îmbracă într-o blană de urs și ajunge pe un alt drum înaintea fiului, speriindu-i calul și silindu-l pe voinic să se întoarcă din drum. La fel pățește și fiul cel mijlociu. Într-o noapte, fiul cel mic se gândea cum să scape de frica ursului și să încerce și el. El întâlnește o babă gârbovă, pe care o miluiește, iar aceasta se transformă într-o zână bună (Lica Gheorghiu), care îi spune cum să procedeze. 
Fiul craiului alege calul cel mai bun, punând în mijlocul hergheliei o tavă cu jăratic, din care mănâncă o mârțoagă care se transformă într-un cal puternic. El ia apoi din pod hainele de mire și armele tatălui său și pornește și el spre împărăție. Cunoscând povestea, fiul cel mic vede la capătul podului un urs și, crezând că era tatăl său, se ia la trântă cu el. Ursul este însă unul adevărat. În ciuda acestui fapt, flăcăul reușește să-l sperie și să-l gonească. Tatăl său, care a văzut vitejia fiului cel mic, apare pentru a-i ura noroc, spunându-i totodată să se ferească de omul spân.
Oprindu-se la un lac pentru a bea apă, prințul se întâlnește cu Spânul (Cristea Avram). Acesta se oferă să-i fie călăuză spre Verde împărat, iar fiul de crai, neavând altă soluție, îi acceptă oferta. Cei doi străbat un teren devastat de un măcel, iar prințul cade într-o fântână și, pentru a scăpa cu viață, este silit să-i spună unde se duce și să devină sluga Spânului sub numele de Harap Alb, jurându-i supunere pe ascuțișul paloșului. Ajunși la curtea lui Verde Împărat, Spânul se prezintă ca fiind fiul de crai și este invitat la masă de către împărat. Unchiul său îi prezintă salăți foarte gustoase din Grădina Ursului și pietre nestemate mari și frumoase din Pădurea Cerbului, iar Spânul îl trimite pe Harap-Alb să i le aducă. În timp ce se aflau la masă, sosește în sală o vrăjitoare frumoasă (Irina Petrescu), iar Spânul îl trimite pe fiul de crai să-i aducă fata, spre a și-o lua de soție.
Harap Alb pleacă spre împărăția unde domnea vrăjitorul Roșu Împărat (Emil Botta), spre a duce fata. Pe drum, i se alătură Gerilă (Puiu Călinescu), Flămânzilă (Mircea Bogdan), Setilă (Florin Vasiliu), Ochilă (Liliana Tomescu) și Păsărilă (Viorel Manta). Între timp, Spânul o prinsese pe crăiasa albinelor, pentru ca aceasta să nu-l ajute pe Harap Alb, se făcuse stăpân peste împărăția lui Verde Împărat și pornise război împotriva lui Craiului. Fiul de crai ajunge la castelul lui Roșu Împărat, fiind închis împreună cu tovarășii săi de călătorie, după o luptă cu străjerii, într-o încăpere ai cărei pereți sunt înfierbântați. Gerilă strănută și camera îngheață. Harap Alb îi cere lui Roșu Împărat să-i dea fata pentru a se întoarce la Verde Împărat. Vrăjitorul îi pune la masă, iar Flămânzilă și Setilă consumă toată mâncarea și băutura. La noapte, fata se transformă în turturică și se ascunde după Lună, Ochilă o vede și Păsărilă o prinde. Roșu Împărat îi spune că el are două fete, între care nu există deosebire nici la frumusețe, nici la port. Doar una dintre ele este cea adevărată. Harap Alb trebuie să o lovească cu paloșul pe cea neadevărată. Fata adevărată îi face un semn, iar fiul de crai trece cu bine și de această încercare. 
Ajuns în împărăția tatălui său , Harap Alb vede totul ars și distrus și pe frații și tatăl său legați în palat. Spânul îl aștepta acolo, iar cei doi încep o luptă crâncenă. Fiul de crai îl răpune pe dușman și își eliberează frații și tatăl. În semn de apreciere a vitejiei sale, tatăl său îl poftește pe tron și îi spune că este vrednic să fie împărat. În finalul filmului, fiul de crai se trezește și își dă seama că totul fusese doar un vis. El adormise în scaunul crăiesc, de unde tatăl său îl alungă cu vorbe de ocară.

## Distribuție
- Florin Piersic — Harap Alb, fiul cel mic al craiului
- Cristea Avram — Spânul, călăuza lui Harap Alb
- Lica Gheorghiu — Zâna cea bună
- Irina Petrescu — prințesa vrăjitoare, fiica lui Roșu Împărat
- Eugenia Popovici — crăiasa
- George Demetru — craiul Alb Împărat
- Fory Etterle — Verde Împărat, fratele lui Alb Împărat (menționat Fory Eterle)
- Emil Botta — Roșu Împărat, vrăjitor
- Liliana Tomescu — Ochilă
- Florin Vasiliu — Setilă
- Puiu Călinescu — Gerilă
- Mircea Bogdan — Flămânzilă
- Viorel Manta — Păsărilă
- Septimiu Sever — fiul cel mare al craiului
- Constantin Codrescu — fiul mijlociu al craiului
- Nae Roman — sfetnicul craiului
- Nucu Păunescu — sfetnicul lui Verde Împărat
- Silviu Gurău
- Paul Sava
- Valeria Rădulescu — una din fiicele lui Verde Împărat
- Viorica Popescu
- Ana Maria Oțetea
- Rodica Bîrzeanu
- Gabriela Iacobescu — una din fiicele lui Verde Împărat
- Anca Pandrea
- Roxana Deleanu

## Producție
Scenariul filmului a fost scris de Ion Popescu-Gopo, el fiind inspirat din basmul „Povestea lui Harap-Alb” (1876) de Ion Creangă. Într-un interviu acordat revistei Cinema în 1985, Gopo a povestit că „Povestea lui Harap-Alb” l-a frământat cel mai mult dintre toate basmele lui Ion Creangă, căutând să înțeleagă de ce personajul principal se numește Harap-Alb. El a descoperit în text unele „noduri complicate, încifrate, ermetice aproape prin semnificațiile lor”.
Filmul a intrat în faza de producție la 10 februarie 1964, el fiind realizat în studiourile Centrului de Producție Cinematografică „București”. Filmările au avut loc în perioada 9 martie - 26 aprilie 1965; cadrele exterioare au fost filmate la Buftea, Străulești și Snagov, iar cele interioare la Buftea.
Regizorul a operat unele modificări față de textul basmului. Astfel, pe lângă procedeul „basmului în basm”, el l-a reprezentat pe personajul principal altfel decât în mod tradițional: Harap-Alb-ul interpretat de Florin Piersic era indecis, fricos și cam prostuț, pe când Spânul era un „tip fermecător, cu bogat... păr negru (!)”, D.I. Suchianu afirmând în cronica din revista Cinema că „frumusețea Spânului e vibrantă ca o lamă de Toledo”. Pentru rolul Flămânzilă, regizorul l-a ales pe sculptorul Mircea Bogdan (1929-1982).
Florin Piersic l-a cunoscut pe Ion Popescu-Gopo în avionul cu care mergea la Paris, pentru a participa la Festivalul de Film de la Cannes ca reprezentant al filmului Ciulinii Bărăganului. Actorul povestește că mama sa îi pusese în bagaje un pui fript, pe care l-a scos în avion pentru a le face o bucurie celor cu care călătorea. Gopo i-a atras atenția că în avion se servește mâncare, iar Piersic a pus puiul înapoi în bagaje, mâncându-l în camera de hotel din Paris. Pe drumul de întoarcere, regizorul i-a spus că vrea să facă „o poveste ca-n basme” și i-a oferit un rol în film. Actorul nu a susținut niciun fel de probe, fiind ales datorită farmecului și a sportivității. Într-una din scene, Harap-Alb trebuia se ia la trântă cu un urs. Fără ca actorul să știe, Ion Popescu-Gopo a adus la filmări un urs adevărat, respectiv ursoaica Tuti de la Circul de Stat. Dresorul Ion Vântoiu l-a sfătuit pe Piersic să-i dea ursoaicei tutun „Virginia” din palmă, pentru ca animalul să se obișnuiască cu actorul. Piersic s-a luat la trântă cu ursoaica, s-a tăvălit cu ea pe jos și a luat-o la fugă, după ce a scăpat din strânsoare. Actorul a afirmat mai târziu că a trăit filmul „cu bucuria tinereții mele și puterile ei fermecate”.
Directorul de imagine Grigore Ionescu a realizat aici primul său lungmetraj color, punând în evidență decorurile somptuoase și baroce create de Ion Oroveanu. Operatorul și-a exprimat mai târziu bucuria de a filma ospățul pantagruelic al lui Flâmânzilă și Setilă.
Muzica a fost compusă de Dumitru Capoianu. Versurile cântecului de pahar sunt scrise de Jak Fulga, iar muzica de compozitorul Henri Mălineanu. Versurile cântecelor stihiilor sunt scrise de Mihai Maximilian, iar muzica de compozitorul Nicolae Kirculescu. Orchestrația este realizată de Orchestra Simfonică a Cinematografiei dirijată de Paul Popescu. Coregrafia este realizată de maestrul de balet Nicolae Sever, dansurile fiind executate de balerinii Ion Alexe și Andreea Constantinescu. La realizarea filmului a fost folosit Victor Dona pe post de maestru de lupte. Masca plastică a fost realizată de Agop Arachelian, iar trucajele de ing. Alecu Popescu (fratele regizorului).
Filmul a fost realizat pe peliculă color și are o lungime de 2500 de metri utili. Copia standard a fost finalizată la 29 mai 1965. Cheltuielile de producție s-au ridicat la 3,7 milioane lei.

## Recepție
Premiera absolută a filmului a avut loc în 26 iunie 1965 la Festivalul Național al Filmului de la Mamaia, premiera comercială fiind la 15 noiembrie 1965, la București. În primele 19 luni de la premieră filmul a adus încasări de 6.307.000 lei. El a fost retras apoi de la difuzarea în cinematografe din cauza prezenței pe generic a Licăi Gheorghiu, fiica lui Gheorghe Gheorghiu-Dej, și a unor replici rostite de aceasta destul de curajos pentru epoca respectivă. Filmul nu a mai apărut de atunci în statisticile de spectatori/încasări. 
Filmul De-aș fi... Harap Alb a fost vizionat de 4.228.784 spectatori la cinematografele din România, după cum atestă o situație a numărului de spectatori înregistrat de filmele românești de la data premierei și până la data de 31.12.2007 alcătuită de Centrul Național al Cinematografiei. 
Criticii de film de la momentul lansării filmului au apreciat fantezia creației și umorul lui Gopo. Într-un articol din 1965 publicat în „România literară”, Eugen Atanasiu remarca umorul de esență folclorică care leagă basmul lui Creangă de filmul lui Gopo, fără a altera nici basmul, nici direcția fundamentală a fanteziei comice.  Dana Duma considera că ecranizarea acestui basm i-a solicitat cel mai mult imaginația lui Gopo. 
În lucrarea „Istoria filmului românesc (1897-2000)”, criticul Călin Căliman afirma că filmul De-aș fi... Harap Alb „i-a solicitat la maximum imaginația [regizorului - n.n.], dovada fiind și marile libertăți luate față de textul originar”. Personajul principal este „cam prostuț și cam fricos”, în timp ce Spânul este „un tip fermecător, cu bogat păr negru”. El laudă decorurile somptuoase și baroce, „cu trimiteri exuberante sau ironice la tablouri celebre, cu o cromatică intensă și cu sugestii fantastice”.
Criticul Tudor Caranfil a dat filmului trei stele din cinci și a făcut următorul comentariu: „Mezinul împăratului, cam prostuț și fricos, se închipuie Harap Alb și reface traiectul eroului poveștii pe care a îndrăgit-o. Numai că spre palatul lui Verde Împărat e ademenit de Spân, care și-l face argat. Ca să-l piardă, după ce s-a dat drept fiul craiului, Spânul îl trimite la craiul vecin să-i aducă fiica de soție. Cinci drumeți cu însușiri miraculoase întâlniți în cale i se alătură și-l ajută să treacă prin încercări și să se întoarcă la curte cu... Irina Petrescu. Lumea poveștilor lui Ion Creangă, căreia Gopo avea să-i rămână tălmăcitor fidel și creator, e tratată familiar, savuros, cu distanțare, după formula basmului în basm. Deși cunoaște viitorul, în momente decisive feciorul se fâstâcește uitând mereu soluția din poveste. Realizatorul n-a știut folosi integral trimiterile filozofico-estetice ale interesantei premise, dar a păstrat luciditatea, ironia bonomă, fina persiflare și excelența picturalității cinematografice. Ion Oroveanu (Pr. Mamaia), semnatarul scenografiei, se mișcă în largul său într-o amplă gamă plastică, de la miniatura medievală până la cea orientală, fidel pusă în valoare de imaginea lui Grigore Ionescu (Pr. excelență UNIATEC Milano). Prezențe de neuitat: Emil Botta, în rolul tenebrosului împărat și, firește, Făt-Frumosul Piersic. Secv. rapel: cântecul de pahar al lui Florin Vasiliu.” 
Un critic contemporan, regizorul Mihnea Columbeanu, a afirmat că De-aș fi... Harap Alb este un film bine organizat, prin care talentul lui Gopo în filmele cu actori s-a apropiat de nivelul geniului din filmele animate cu Omulețul. Criticul sus-menționat comentează următoarele: „Mult mai bine organizat, în schimb, se relevă De-aș fi Harap Alb, o viziune din nou modernistă asupra basmului clasic al lui Creangă, care îmbină detașarea cu implicarea, și formula „basm în basm” cu autoreferențialitatea și autoconținerea, ca o adevărată serie interminabilă de păpuși Matrioșka. Nu puține sunt opiniile conform cărora, prin această parafrază, talentul lui Gopo a atins, în sfera filmului cu actori, cea mai mare apropiere de nivelul geniului dezvăluit prin trilogia animată a Omulețului - dar într-o cu totul altă cheie; s-ar putea spune că avem de-a face cu cel mai homoerotic film turnat vreodată sub o dictatură de sorginte stalinistă - după Ivan cel Groaznic, evident! - mai ales în ambiguitatea senzual-provocatoare a relației dintre angelic-nătântolul protagonist (Florin Piersic) și handsome-maleficul Spân (Cristea Avram), sau în inegalabilul decor al împărăției lui Roșu Împărat (Emil Botta), conceput în mod explicit ca o catacombă de tortură sado-maso populată de culturiști cu cagule roșii și legături de piele bătute-n ținte argintii în jurul șoldurilor, cărora notoria „Oaste a lui Papuc” le cântă „Când se duc oltenii-n piață / Ca la patru dimineață...”, într-un delir bizar-comic irezistibil.”. 
Analizând acest film criticul Ioan Lazăr remarcă „modalitatea de a aborda basmul cu o familiaritate jucăușă”, basmul lui Creangă fiind parodiat cu ironie. Regizorul îndeamnă spectatorii să se identifice cu personajul principal, fiind folosit procedeului „basmului în basm” cu schimbări de roluri, dedublările și deghizări. Lazăr consideră că De-aș fi... Harap Alb este „prima și, până acum, poate cea mai reușită interpretare cinematografică postmodernă de la noi a unui text canonizat”, regizorul sfidând regulile clasice. 

## Premii
Filmul a obținut câteva premii la unele festivaluri de film din țară și din străinătate:
- Premiul de onoare pentru calitatea imaginii color și a prelucrării în laborator (Grigore Ionescu) la Congresul UNIATEC de la Milano (1964)[1]
- Premiul special al juriului, premiul pentru regie (Ion Popescu-Gopo) și premiul pentru scenografie (Ion Oroveanu) la Festivalul Național al Filmului de la Mamaia (1965)
- Premiul pentru originalitatea regiei (Ion Popescu-Gopo) la Festivalul Internațional al Filmului de la Moscova (1965)[1][12]

Filmul a fost prezentat la a IV-a ediție a Festivalului Internațional al Filmului de la Moscova (5-20 iulie 1965). Delegația românească a fost formată din Ion Popescu-Gopo și soția sa, Ana Maria, actorii Florin Piersic, Cristea Avram și Irina Petrescu, operatorul de imagine Gore Ionescu și jurnalistul Călin Căliman. La proiecția în concurs, filmul românesc a obținut aplauze „la scenă deschisă”.  Delegații României au plecat împreună cu alți participanți la festival cu un tren de noapte de la Moscova către Leningrad. Acolo, ei unde au vizitat Muzeul Ermitaj și Palatul Petrodvoreț, Florin Piersic și Călin Căliman au făcut o baie în Marea Baltică, iar Cristea Avram s-a plimbat la brațul frumoasei actrițe franceze Marina Vlady.